# セオドア・ミロン
セオドア・ミロン（英: Theodore Millon、1928年8月18日 – 2014年1月29日）は、アメリカ合衆国の心理学者。パーソナリティ障害研究で知られる。
ミロンはリトアニアとポーランドから移住したユダヤ人の両親もとに1928年に産まれた。アメリカとヨーロッパの大学で学位を取得し、「the Journal of Personality Disorders 」誌の立ち上げに関わっている。ミロンはパーソナリティ障害に関する論文を精力的に発表しており、晩年はハーバード大学医学大学院精神科名誉教授、マイアミ大学名誉教授となっている。『精神障害の診断と統計マニュアル』（DSM）作成にも大きく貢献した。